# Difosfor
Difosfor je alotrop fosforu se vzorcem P2. Na rozdíl od dusíku, lehčího prvku 15. skupiny, jenž vytváří stálou molekulu N2, s trojnou vazbou mezi atomy, se fosfor častěji vyskytuje jako tetraedrický P4, protože vazby pí mezi atomy P mají nízkou energii; difosfor je tak značně reaktivní, s disociační energií vazeb 490 kJ/mol, dvakrát menší než u didusíku. Délka vazby v P2 je 189,34 pm.

## Příprava
Difosfor se připravuje zahříváním bílého fosforu na teplotu 1100 K; dvouatomové molekuly fosforu ale byly vytvořeny také v homogenních prostředích za normálních podmínek pomocí komplexů některých přechodných kovů (wolframu a niobu).
Byly také navrženy postupy založené na disociaci vazeb v molekulách P4 prostřednictvím fotoexcitace.
V roce 2006 byl popsán nový způsob přípravy za nižších teplot reakcí odpovídající odštěpení dusíku v organoazidech za vzniku nitrenů. Prekurzor difosforu se připravuje reakcí koncového fosfidu niobu s chloriminofosfanem:
Zahřívání této sloučeniny při 50 °C v cyklohexa-1,3-dienu, sloužícím jako rozpouštědlo a zachycovací činidlo, vede k oddělení difosforu, z něhož se poté vytvoří produkt dvojnásobné Dielsovy–Alderovy reakce a imidosloučenina niobu:
Stejná imidosloučenina se vytváří také při termolýze v toluenu, kde ale výsledek reakce difosforu není znám.
P2 je předpokládaným meziproduktem fotolýzy P4.
Byla též popsána tvorba difosforu z bisantracenového aduktu a příprava stabilizovaného kationtu HP +
2 